# Lakács
Lakács (szlovákul Lukáčovce) község Szlovákiában, a Nyitrai kerületben, a Nyitrai járásban.

## Fekvése
Nyitrától 18 km-re északnyugatra fekszik.

## Története
A régészeti leletek tanúsága szerint a község területén már a kőkorszakban, az i. e. 5. évezredben is éltek emberek. Az újkőkor idejéből a lengyeli kultúra népének eszközei kerültek elő. A falu közepén levő magaslaton a korai bronzkor i. e. 20. századból származó települése, illetve a nyitrai kultúra i. e. 1600 körüli településének nyomait találták meg. A 2. és 4. század között germán település állt ezen a helyen, melynek a rómaiakkal való kapcsolatát az itt talált római pénzek is bizonyítják. Területén 9. századi sírokat is feltártak.[forrás?]
A mai települést még birtokként 1264-ben említik először, a szakemberek a 13. és 15. század közötti időre teszik az alapítását. A neve arra utal, hogy egy bizonyos Lukács nevű nemes volt az első birtokosa. 1309-ben a nagyhatalmú oligarcha, Csák Máté tulajdona, de még ebben az évben elcseréli. Az 1332 és 1337 között felvett pápai tizedjegyzék említi először a falu Szent Márton templomát és plébánosát. A 14. század második felében Kont Miklósnak, Galgóc urának a birtoka. 1418-ban Luxemburgi Zsigmond hívének, Stíbor vajdának adta. A 15. század közepén a husziták foglalták el. 1450 és 1478 között Marsalkó Ádám özvegye, Katalin a birtokosa. 1494-ben Újlaky Lőrinc birtoka lett. 1496-ban a nyitrai püspökség szerez birtokot a településen. 1545-ben a nyitrai püspökség oklevelében Lakachy alakban szerepel. 1550-ben evangélikus templomot alapítanak itt, mely 1608-ig működik a községben. 1598-ban a krími tatárok pusztítják a települést. 1608-ban Lépes Bálint nyitrai püspök a templomot elveszi az evangélikusoktól és a katolikusoknak adja. Ezután a nyitrai püspökség és különböző nemesi családok a birtokosai. 1620-ban szerez itt birtokot a Sándor család. 1664-ben török feljegyzések szerint 21 ház és 24 adózó család volt a községben, mely 8013 akcse adót fizetett. 1694-ben két halastava is volt. Lakói mezőgazdaságból, szőlőtermesztésből éltek. A 18. században malom, téglagyár és a püspökség tulajdonában vágóhíd működött a községben. 1731-ben alapították a katolikus iskolát. Az 1736. évi urbárium 69 családot említ, birtokos a Sándor család. 1769-ből is ismert urbáriuma. 1770-ben felépült a plébánia épülete. 1784-ben, az első népszámláláskor 552 lakos élt a településen. Az 1780-as években újjáépítették a régi Szent Márton templomot, melyet 1792-ben Nepomuki Szent János tiszteletére szentelték fel. 1831-ben a lakosság száma 595. A 19. század során többször is pusztított itt a kolera, de a század végére már 712 lakosa volt.[forrás?]
Vályi András szerint "LAKACSI. Lahasovce. Tót falu Nyitra Várm. földes Ura a’ Nyitrai Püspökség, lakosai katolikusok, fekszik Nyitrához más fél mértföldnyire, határja jól termő, vagyonnyai külömbféléké."
Fényes Elek szerint "Lakácsi (Lakaszovcze), tót falu Nyitra vmegyében, a Gábor hegye alatt. Számlál 625 kath., 14 zsidó lak. Kath. paroch. templom; tehenészet, szőlőhegy, nagy erdő. F. u. a nyitrai püspök. Ut. posta Galgócz 1 óra."
A trianoni békeszerződésig Nyitra vármegye Galgóci járásához tartozott.

## Népessége
| Év:            | 1994. | 2004.   | 2014.   | 2024.   |
| -------------- | ----- | ------- | ------- | ------- |
| Emberek száma: | 1037  | 1084    | 1142    | 1168    |
| Eltérés:       |       | +4,53 % | +5,35 % | +2,27 % |

| Év:            | 2023. | 2024.   |
| -------------- | ----- | ------- |
| Emberek száma: | 1164  | 1168    |
| Eltérés:       |       | +0,34 % |

1880-ban 797 lakosából 697 szlovák és 17 magyar anyanyelvű volt.
1890-ben 768 lakosából 714 szlovák és 24 magyar anyanyelvű volt.
1900-ban 904 lakosából 850 szlovák és 30 magyar anyanyelvű volt.
1910-ben 1041 lakosából 931 szlovák, 62 magyar és 48 német anyanyelvű volt.
1921-ben 1074 lakosából 983 csehszlovák és 9 magyar volt.
1930-ban 1116 lakosából 1077 csehszlovák és 1 magyar volt.
1991-ben 1103 lakosából 1097 szlovák volt.
2001-ben 1021 lakosából 1014 szlovák volt.
2011-ben 1111 lakosából 1084 szlovák és 1 magyar volt.
2021-ben 1167 lakosából 1135 (+2) szlovák, 1 magyar, 3 cigány, 4 egyéb és 24 ismeretlen nemzetiségű volt.

## Neves személyek
- Itt született 1928-ban Jozef Hrebík szlovák tábornok, kommunista politikus és képviselő.
- Itt született 1932-ben Michal Hraška szlovák színész, bábszínész.
- A faluban működött Fándly György szlovák katolikus pap.
- Itt szolgált Petrásek Ágoston (1879-1944) csehszlovákiai politikus, római katolikus szerzetes pap.
- Itt szolgált és nyugszik Jozef Bača (1912-1982) római katolikus pap, esperes.

## Nevezetességei

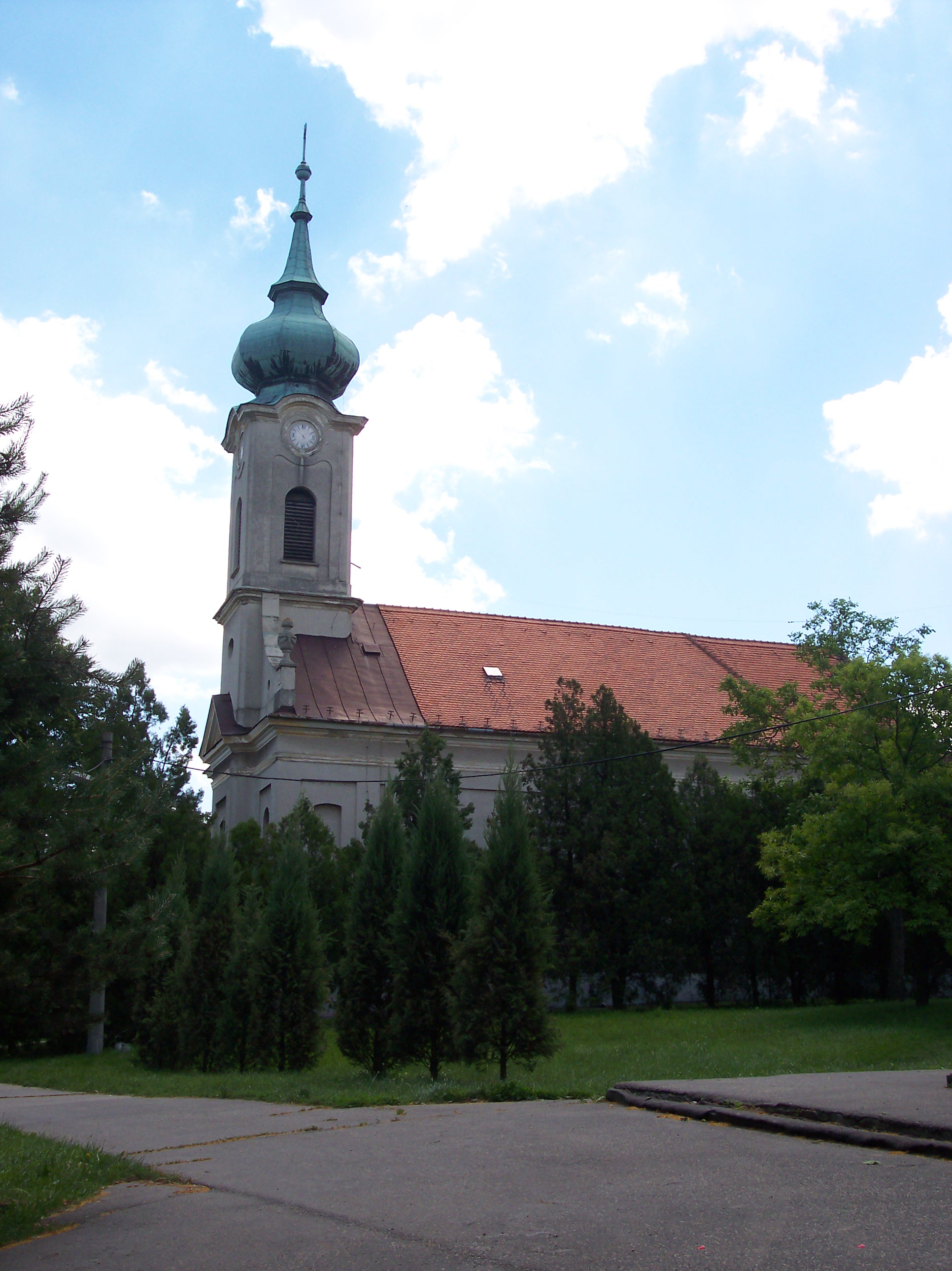
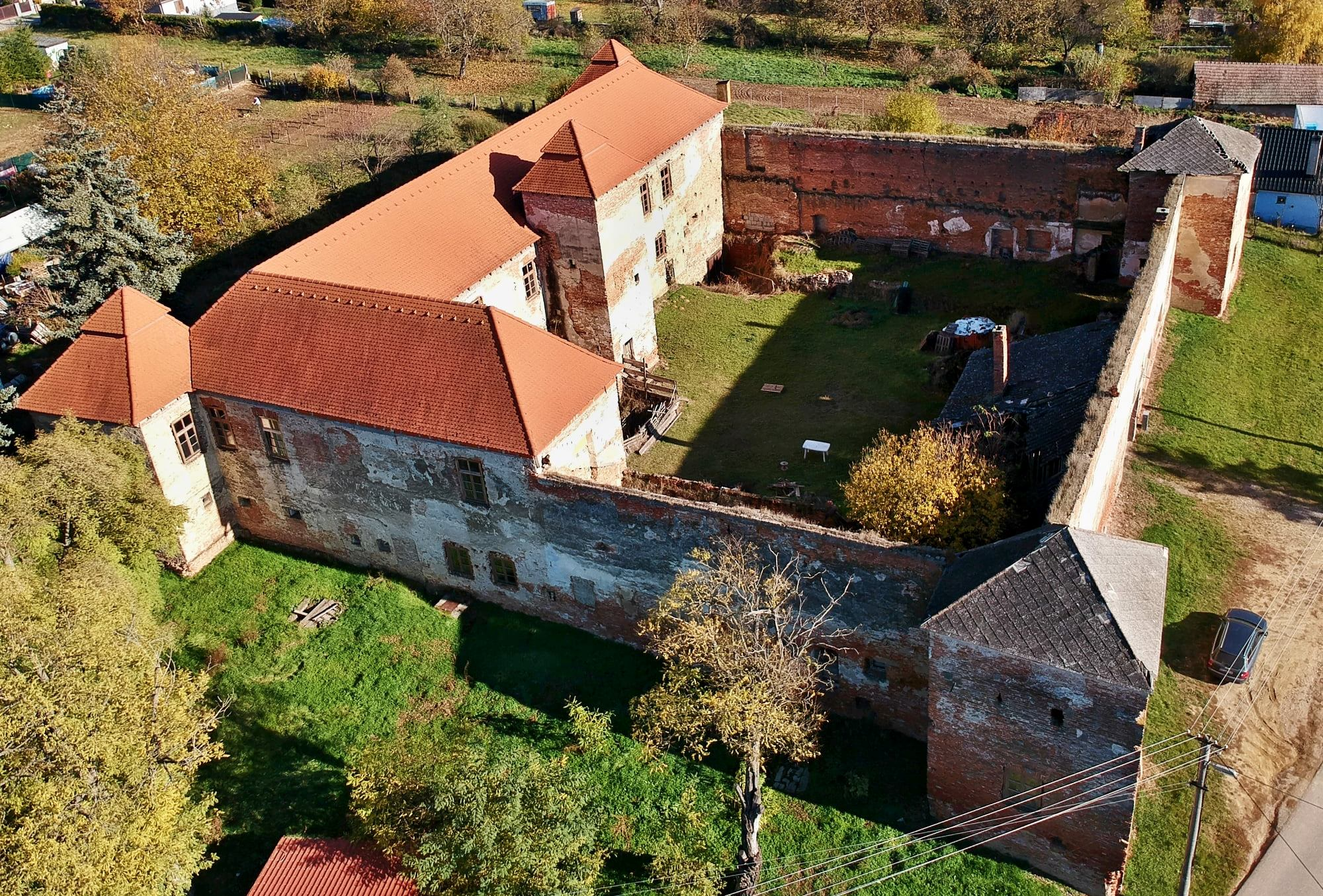

- A Sándor család várkastélya a 15. században épített korábbi épület felhasználásával 1736-ban épült. Az épületet magas, saroktornyos fal övezi.
- Nepomuki Szent Jánosnak szentelt római katolikus temploma 1780 és 1792 között épült fel.
- A plébánia épülete 1770-ben épült.
- A sasvári Szűzanya kápolnája 1733-ban épült.
- A Szent Flórián kápolnát 1880-ban építették.
- Nepomuki Szent János szobra 1781-ben készült.
- A Hétfájdalmú Szűzanya szobra 1852-ben készült.
- Szent Orbán szobrát 1801-ben állították.
- A temetőtől keletre álló Nepomuki Szent János szobra 1855-ben készült.

## Külső hivatkozások
- Hivatalos oldal
- Községinfó
- Lakács Szlovákia térképén
- E-obce.sk Archiválva 2008. február 26-i dátummal a Wayback Machine-ben